# Liste der stillgelegten Eisenbahnstrecken in Thüringen
Bei Einstellung des Verkehrs auf einer Teilstrecke werden die beiden Bahnhöfe aufgeführt mit der Bahnstrecke in Klammern, bei Einstellung auf der Gesamtstrecke wird nur die Strecke aufgeführt.

## Einstellung des Personenverkehrs bis 1950
| Datum         | Strecke zwischen den Bahnhöfen         | Teil der Gesamtverbindung                               | Anmerkung |
| ------------- | -------------------------------------- | ------------------------------------------------------- | --- |
| 1884          | Arenshausen–Friedland (Han)            | Halle-Göttingen                                         | wegen Eröffnung der Bahnstrecke Halle–Hann. Münden mit dem Bahnknoten Eichenberg                                                                         |
| 1. Okt. 1910  | Mannstedt–Buttstädt                    | Weimar-Rastenberger Eisenbahn                           | Schmalspur |
| 17. Juni 1923 | Buttelstedt–Rastenberg                 | Weimar-Rastenberger Eisenbahn                           | |
| 1. Apr. 1945  | Falken–Mihla                           | Schwebda–Wartha                                         | wegen Sprengung der Werrabrücken bei Falken, Frankenroda und Mihla                                                                                       |
| 2. Apr. 1945  | Großtöpfer–Schwebda                    | Heiligenstadt–Schwebda                                  | Sprengung des Friedaviaduktes an der Landes- und späteren Zonengrenze zwischen Sowjetischer Besatzungszone (SBZ) und Amerikanischer Besatzungszone (ABZ) |
| 2. Apr. 1945  | Geismar–Schwebda                       | Leinefelde–Treysa                                       | Sprengung des Friedaviaduktes an der Landes- und späteren Zonengrenze zwischen SBZ und ABZ                                                               |
| 11. Apr. 1945 | Camburg–Molau                          | Zeitz–Camburg                                           | wegen Sprengung der Saalebrücke bei Camburg |
| Juli 1945     | Heldra–Treffurt                        | Schwebda–Wartha                                         | wegen Zonengrenze zwischen SBZ und ABZ |
| 5. Juli 1945  | Motzlar–Günthers                       | Vacha–Hilders (Ulstertalbahn)                           | wegen Zonengrenze zwischen SBZ und ABZ |
| 5. Juli 1945  | Dankmarshausen–Widdershausen           | Gerstungen–Vacha                                        | wegen Zonengrenze SBZ/ABZ – Betrieb wiederaufgenommen |
| 5. Juli 1945  | Philippsthal–Vacha                     | Gerstungen–Vacha                                        | wegen Zonengrenze SBZ/ABZ – Betrieb noch einmal aufgenommen                                                                                              |
| 5. Juli 1945  | Wenigentaft-Mansbach–Treischfeld       | Hünfeld–Wenigentaft-Mansbach                            | wegen der Zonengrenze zwischen SBZ und ABZ |
| 1. Nov. 1945  | Eisfeld–Görsdorf                       | Eisenach–Lichtenfels (Werrabahn)                        | wegen der Zonengrenze zwischen SBZ und ABZ |
| 1. Nov. 1945  | Neustadt bei Coburg–Sonneberg Hbf      | Coburg–Ernstthal am Rennsteig                           | wegen der Zonengrenze zwischen SBZ und ABZ – Betrieb nach der Wende wiederaufgenommen                                                                    |
| 1. Nov. 1945  | Neustadt bei Coburg Süd–Fürth am Berg  | Ebersdorf b.Coburg–Neustadt b.Coburg (Steinachtalbahn)  | wegen Zonengrenze SBZ/ABZ |
| 1. Nov. 1945  | Arenshausen–Eichenberg                 | Halle–Hann. Münden                                      | wegen der Zonengrenze zwischen SBZ und ABZ – nach der Wende wieder in Betrieb                                                                            |
| 1. Nov. 1945  | Rentwertshausen–Mellrichstadt          | Schweinfurt–Meiningen                                   | wegen der Zonengrenze zwischen SBZ und ABZ – nach der Wende wieder in Betrieb                                                                            |
| 1. Nov. 1945  | Duderstadt–Teistungen                  | Leinefelde–Wulften                                      | wegen der Zonengrenze zwischen SBZ und Britischer Besatzungszone (BBZ)                                                                                   |
| 1. Nov. 1945  | Neuhaus-Schierschnitz–Burggrub         | Sonneberg–Stockheim                                     | wegen der Zonengrenze zwischen SBZ und ABZ |
| 1. Nov. 1945  | Blankenstein–Marxgrün                  | Triptis–Marxgrün                                        | wegen der Zonengrenze zwischen SBZ und ABZ |
| 1. Nov. 1945  | Zwinge–Herzberg am Harz                | Bleicherode–Herzberg                                    | wegen der Zonengrenze zwischen SBZ und BBZ |
| 9. Apr. 1946  | Weimar–Großrudestedt                   | Weimar-Rastenberger Eisenbahn                           | Schmalspur |
| 3. Juni 1946  | Hildburghausen–Lindenau-Friedrichshall | Hildburghausen–Lindenau-Friedrichshall                  | Schmalspur |
| 15. Dez. 1946 | Pößneck unt Bf–Oppurg                  | Orlamünde–Oppurg (Orlabahn)                             | |
| 1. Nov. 1947  | Silberhausen–Hüpstedt                  | Silberhausen–Hüpstedt (Kleinbahn Silberhausen–Hüpstedt) | als Reparationsleistung abgebaut |
| 2. Nov. 1947  | Ballstädt–Gräfentonna                  | Ballstädt–Straußfurt                                    | als Reparationsleistung abgebaut |
| 2. Nov. 1947  | Bufleben–Großenbehringen               | Bufleben–Großenbehringen (Nessetalbahn)                 | als Reparationsleistung abgebaut; 1954 bis Friedrichswerth wiederaufgebaut                                                                               |
| 2. Nov. 1947  | Friedrichroda–Georgenthal              | Fröttstädt–Georgenthal (Friedrichrodaer Bahn)           | als Reparationsleistung abgebaut |
| 2. Nov. 1947  | Kölleda–Lossa                          | Laucha–Kölleda (Finnebahn)                              | als Reparationsleistung abgebaut |
| 2. Nov. 1947  | Heiligenstadt–Großtöpfer               | Heiligenstadt–Schwebda                                  | als Reparationsleistung abgebaut |
| 2. Nov. 1947  | Leinefelde–Teistungen                  | Leinefelde–Wulften                                      | 1950 wiederaufgebaut |
| 2. Mai 1949   | Treffurt–Falken                        | Schwebda–Wartha                                         | |

## Einstellung des Personenverkehrs 1950–1989
| Datum         | Strecke zwischen den Bahnhöfen       | Teil der Gesamtverbindung                                       | Anmerkung |
| ------------- | ------------------------------------ | --------------------------------------------------------------- | --- |
| 12. Juli 1951 | Landesgrenze–Lehesten                | Ludwigsstadt–Lehesten                                           | aufgrund der innerdeutschen Grenze |
| Mai 1952      | Wendehausen–Treffurt                 | Mühlhausen–Treffurt                                             | aufgrund zweifacher Querung der innerdeutschen Grenze                                                                                             |
| 1. Okt. 1952  |                                      | Gerstungen–Vacha                                                | aufgrund zweifacher Querung der innerdeutschen Grenze                                                                                             |
| 5. Okt. 1952  | Vacha–Motzlar                        | Vacha–Hilders (Ulstertalbahn)                                   | offizielle Stilllegung aufgrund mehrfacher Querung der innerdeutschen Grenze, Strecke bereits seit Anfang Juli 1952 außer Betrieb                 |
| 5. Okt. 1952  | Wenigentaft-Mansbach–Oechsen         | Wenigentaft-Mansbach–Oechsen (Wenigentaft-Oechsener Eisenbahn)  | offizielle Stilllegung, Strecke bereits seit Anfang Juli 1952 außer Betrieb                                                                       |
| 1957          | Vacha–Unterbreizbach                 | Vacha–Unterbreizbach                                            | Strecke mit der kürzesten Betriebszeit in Thüringen, wurde erst 1952 erbaut und 1957 bereits wieder ohne Personenverkehr (Güterverkehr bis heute) |
| 31. Mai 1959  | Esperstedt–Oldisleben                | Esperstedt–Oldisleben (Esperstedt-Oldislebener Eisenbahn)       | |
| 1. Sep. 1962  | Mihla–Wartha                         | Schwebda–Wartha                                                 | |
| 22. Mai 1966  | Bad Berka–Blankenhain                | Weimar-Berka-Blankenhainer Eisenbahn                            | |
| 5. Juni 1966  | Rennsteig–Frauenwald                 | Rennsteig–Frauenwald (Kleinbahn Rennsteig–Frauenwald)           | |
| 5. Juni 1966  | Berga–Kelbra–Artern                  | Berga-Kelbra–Artern (Kyffhäuser Kleinbahn)                      | |
| 1. Aug. 1966  | Köditzberg–Königsee                  | Köditzberg–Königsee                                             | |
| 25. Sep. 1966 | Wernshausen–Trusetal                 | Wernshausen–Trusetal (Trusebahn)                                | Schmalspur |
| 28. Mai 1967  | Eisfeld–Schönbrunn                   | Eisfeld–Schönbrunn                                              | |
| 31. Juli 1967 | Arnstadt–Ichtershausen               | Arnstadt–Ichtershausen (Arnstadt-Ichtershausener Eisenbahn)     | |
| 15. Aug. 1967 | Niederpöllnitz–Münchenbernsdorf      | Niederpöllnitz–Münchenbernsdorf                                 | |
| 24. Sep. 1967 | Wutha–Ruhla                          | Wutha–Ruhla (Ruhlaer Eisenbahn)                                 | |
| 24. Sep. 1967 | Kirchheilingen–Haussömmern           | Bad Langensalza–Haussömmern (Langensalzaer Kleinbahn)           | |
| 24. Sep. 1967 | Erfurt–Nottleben                     | Erfurt–Nottleben (Kleinbahn Erfurt–Nottleben)                   | |
| 25. Sep. 1967 | Sonneberg Hbf–Neuhaus-Schierschnitz  | Sonneberg–Stockheim                                             | |
| 30. Okt. 1967 | Laucha–Lossa (Finne)                 | Laucha–Kölleda                                                  | |
| 17. März 1968 | Kleinschmalkalden–Brotterode         | Schmalkalden–Brotterode (Schmalkalder Kreisbahn)                | |
| 26. Mai 1968  | Greußen–Ebeleben                     | Greußen-Ebeleben-Keulaer Eisenbahn                              | |
| 26. Mai 1968  | Buttstädt–Rastenberg                 | Weimar-Rastenberger Eisenbahn                                   | |
| 4. Aug. 1968  | Immelborn–Steinbach                  | Immelborn–Steinbach                                             | |
| 29. Sep. 1968 | Rentwertshausen–Römhild              | Rentwertshausen–Römhild                                         | |
| 29. Sep. 1968 | Mühlhausen–Wendehausen               | Mühlhausen–Treffurt                                             | |
| 1. Apr. 1968  | Eisenberg–Bürgel                     | Crossen–Porstendorf                                             | |
| 1. Apr. 1968  | Georgenthal–Tambach-Dietharz         | Georgenthal–Tambach-Dietharz                                    | |
| 1. Apr. 1968  | Bürgel–Porstendorf                   | Crossen–Porstendorf                                             | |
| 1. Dez. 1968  |                                      | Greußen-Ebeleben-Keulaer Eisenbahn                              | |
| 1. Dez. 1968  | Bad Langensalza–Kirchheilingen       | Bad Langensalza–Haussömmern (Langensalzaer Kleinbahn)           | |
| 23. Mai 1971  | Gera-Pforten–Wuitz-Mumsdorf          | Gera-Pforten–Wuitz-Mumsdorf (Gera-Meuselwitz-Wuitzer Eisenbahn) | Schmalspur |
| 28. Mai 1972  | Zwinge–Bischofferode                 | Bleicherode–Herzberg                                            | |
| 28. Mai 1972  | Meuselwitz–Ronneburg                 | Meuselwitz–Ronneburg                                            | |
| 29. Sep. 1974 | Hohenebra–Ebeleben                   | Hohenebra–Ebeleben                                              | |
| 29. Sep. 1974 | Ebeleben–Schlotheim                  | Ebeleben–Mühlhausen                                             | |
| 1. Juni 1975  | Zeulenroda unt Bf – Zeulenroda ob Bf | Zeulenroda unt Bf – Zeulenroda ob Bf                            | 1991 wieder aufgenommen |

## Einstellung des Personenverkehrs nach 1989
| Datum         | Strecke zwischen den Bahnhöfen       | Teil der Gesamtverbindung            | Anmerkung                                                                         |
| ------------- | ------------------------------------ | ------------------------------------ | --------------------------------------------------------------------------------- |
| 31. Dez. 1992 | Küllstedt–Geismar                    | Leinefelde–Treysa                    |                                                                                   |
| 23. Mai 1993  | Meuselwitz–Lucka (Kr Altenburg)      | Gaschwitz–Meuselwitz                 |                                                                                   |
| 28. Mai 1994  | Dingelstädt–Küllstedt                | Leinefelde–Treysa                    |                                                                                   |
| 28. Mai 1994  | Schönberg (Vogtl)–Hirschberg (Saale) | Schönberg–Hirschberg                 |                                                                                   |
| 25. Sep. 1994 | Förtha–Gerstungen                    | Förtha–Gerstungen                    |                                                                                   |
| 26. Mai 1995  | Bufleben–Friedrichswerth             | Bufleben–Großenbehringen             |                                                                                   |
| 27. Mai 1995  | Altenburg–Narsdorf                   | Altenburg–Langenleuba-Oberhain       |                                                                                   |
| 1. Juni 1996  | Schleiz–Saalburg                     | Schleiz–Saalburg                     |                                                                                   |
| 1. Juni 1996  | Zeulenroda unt Bf – Zeulenroda ob Bf | Zeulenroda unt Bf – Zeulenroda ob Bf |                                                                                   |
| 6. Aug. 1996  | Leinefelde–Dingelstädt               | Leinefelde–Treysa                    |                                                                                   |
| 30. Okt. 1996 | Schmalkalden–Kleinschmalkalden       | Schmalkalden–Brotterode              |                                                                                   |
| 22. Jan. 1997 | Sonneberg Hbf–Ernstthal am Rennsteig | Sonneberg–Ernstthal am Rennsteig     | technische Sperrung; Sonneberg–Ernstthal am Rennsteig 2002 reaktiviert            |
| 22. Jan. 1997 | Probstzella–Neuhaus am Rennweg       | Probstzella–Neuhaus am Rennweg       | technische Sperrung; Ernstthal am Rennsteig – Neuhaus am Rennweg 2002 reaktiviert |
| 22. Jan. 1997 | Eisfeld–Sonneberg Hbf                | Eisfeld–Sonneberg                    | technische Sperrung, reaktiviert                                                  |
| 3. Apr. 1997  | Döllstädt–Bad Tennstedt              | Ballstädt–Straußfurt                 | Sperrung aufgrund technischer Mängel, offizielle Einstellung: 31. Dezember 1998   |
| 31. Mai 1997  | Neumark–Greiz                        | Neumark–Greiz                        |                                                                                   |
| 31. Mai 1997  | Dorndorf–Kaltennordheim              | Dorndorf–Kaltennordheim (Feldabahn)  |                                                                                   |
| 31. Mai 1997  | Suhl – Schleusingen                  | Suhl–Schleusingen (Friedbergbahn)    |                                                                                   |
| 31. Mai 1997  | Ilmenau–Großbreitenbach              | Ilmenau–Großbreitenbach              |                                                                                   |
| 31. Mai 1997  | Mühlhausen–Schlotheim                | Ebeleben–Mühlhausen                  |                                                                                   |
| 22. Mai 1998  | Eisenberg–Crossen                    | Crossen–Porstendorf                  |                                                                                   |
| 23. Mai 1998  | Straußfurt–Bad Tennstedt             | Ballstädt–Straußfurt                 |                                                                                   |
| 23. Mai 1998  | Triptis–Unterlemnitz                 | Triptis–Marxgrün                     |                                                                                   |
| 23. Mai 1998  | Ilmenau–Schleusingen                 | Plaue–Themar                         |                                                                                   |
| 23. Mai 1998  | Großbodungen–Bischofferode           | Bleicherode–Herzberg                 |                                                                                   |
| 19. Juni 1998 | Themar–Schleusingen                  | Plaue–Themar                         |                                                                                   |
| 15. Nov. 2000 | Werdau–Weida                         | Werdau–Mehltheuer                    |                                                                                   |
| 15. Nov. 2000 | Rudolstadt-Schwarza–Bad Blankenburg  | Rudolstadt-Schwarza–Bad Blankenburg  |                                                                                   |
| 9. Juni 2001  | Bad Salzungen–Vacha                  | Bad Salzungen–Vacha                  |                                                                                   |
| Juni 2001     | Leinefelde–Teistungen                | Leinefelde–Wulften                   |                                                                                   |
| Juni 2001     | Bleicherode Ost–Großbodungen         | Bleicherode–Herzberg                 |                                                                                   |
| 14. Dez. 2002 | Altenburg–Meuselwitz                 | Zeitz–Altenburg                      | Reststück bis Zeitz schon September 2002 durch Sachsen-Anhalt abbestellt          |
| 9. Dez. 2006  | Artern–Nebra                         | Naumburg–Reinsdorf (Unstrutbahn)     |                                                                                   |
| 9. Dez. 2006  | Bretleben–Sondershausen              | Bretleben–Sondershausen              |                                                                                   |
| 9. Dez. 2006  | Schönberg (Vogtl)–Schleiz            | Schönberg (Vogtland)–Schleiz         |                                                                                   |
| 9. Dez. 2007  | Straußfurt–Sömmerda                  | Straußfurt–Großheringen              |                                                                                   |
| 9. Dez. 2007  | Ilmenau–Ilmenau Bad–Stützerbach      | Plaue–Themar                         | zweite Stilllegung nach 1998                                                      |
| 9. Dez. 2011  | Gotha–Gräfenroda                     | Gotha–Gräfenroda (Ohratalbahn)       |                                                                                   |
| 10. Dez. 2017 | Buttstädt–Großheringen               | Straußfurt–Großheringen              |                                                                                   |

## Wiederaufnahme des Personenverkehrs
| Datum         | Strecke zwischen den Bahnhöfen              | Teil der Gesamtverbindung            | Anmerkung |
| ------------- | ------------------------------------------- | ------------------------------------ | --- |
| 12. Nov. 1989 | Ellrich–Walkenried                          | Northeim–Nordhausen (Südharzstrecke) | ehemals innerdeutsche Grenze                                                                                    |
| 27. Mai 1990  | Arenshausen–Eichenberg                      | Halle–Hann. Münden                   | ehemals innerdeutsche Grenze                                                                                    |
| 23. Sep. 1991 | Zeulenroda unterer Bf–Zeulenroda ob Bf      | Zeulenroda unt Bf–Zeulenroda ob Bf   | zeitweise Reaktivierung, 1991–1996                                                                              |
| 28. Sep. 1991 | Rentwertshausen–Mellrichstadt               | Schweinfurt–Meiningen                | ehemals innerdeutsche Grenze                                                                                    |
| 28. Sep. 1991 | Sonneberg (Thür) Hbf–Neustadt bei Coburg    | Coburg–Ernstthal am Rennsteig        | ehemals innerdeutsche Grenze                                                                                    |
| 15. Dez. 2002 | Sonneberg (Thür) Hbf–Ernstthal am Rennsteig | Coburg–Ernstthal am Rennsteig        | jetzt Thüringer Eisenbahn GmbH, SPNV-Relation Sonneberg–Neuhaus am Rennweg                                      |
| 15. Dez. 2002 | Ernstthal am Rennsteig–Neuhaus am Rennweg   | Probstzella–Neuhaus am Rennweg       | jetzt Thüringer Eisenbahn GmbH, SPNV-Relation Sonneberg–Neuhaus am Rennweg                                      |
| 3. Okt. 2002  | Eisfeld–Sonneberg Hbf                       | Eisfeld–Sonneberg                    | jetzt Thüringer Eisenbahn GmbH                                                                                  |
| 2005          | Ilmenau–Ilmenau Bad–Stützerbach             | Plaue–Themar                         | zeitweise Reaktivierung 2005–2007, bis Ilmenau Bad täglich, bis Stützerbach an Wochenenden                      |
| 15. Juni 2014 | Ilmenau – Rennsteig                         | Plaue–Themar                         | als regelmäßiger Sonderverkehr an Wochenenden ab 2014 seit 2017 reguläre Bestellung, Verkehr nur an Wochenenden |